# Алоэ остистое
Ало́э ости́стое (лат. Áloe aristáta) — суккулентное травянистое растение, вид рода Алоэ (Aloe) семейства Асфоделовые (Asphodelaceae) (ранее этот род относили к семейству Ксанторреевые). Популярное комнатное растение.
Согласно обновленной информации, данное растение теперь определено как единственный представитель рода Aristaloe, получивший новое научное название — Aristaloe aristata.

## Распространение и экология

Aloe aristata с цветоносом

Произрастает в Лесото и восточных областях ЮАР (Капская провинция, Квазулу-Натал).

## Ботаническое описание
Многолетнее травянистое суккулентное растение с толстыми мясистыми листьями, собранными в плотные розетки и расположенными в них по спирали. Диаметр розеток может достигать 60 см. Поверхность листьев шершавая, с мелкими белыми пятнами; края с мелкими колючками.
Цветки трубчатые, оранжевого или желтовато-оранжевого цвета, расположены на длинном цветоносе в верхушечной многоцветковой кисти.

## Культивирование
Алоэ остистое выращивается как комнатные растения. Растения без цветков очень похожи на хавортию полосатую (Haworthia fasciata), но отличается от неё наличием ости на конце листа.